# مشاع 8 غز أباد (غرمسار كرمان)
مشاع 8 غز أباد (بالإنجليزية: Masha-ye 8 Gazabad)‏ هي منطقة سكنية تقع في إيران في قسم غرمسار الریفي. يقدر عدد سكانها بـ 76 نسمة .